# Žuljana
Žuljana falu Horvátországban, Dubrovnik-Neretva megyében. Közigazgatásilag Stonhoz tartozik.

## Fekvése
Dubrovnik városától légvonalban 58, közúton 80 km-re, községközpontjától légvonalban 20, közúton 25 km-re északnyugatra, a Pelješac-félsziget középső részén, a déli parton, a nyugatra néző Žuljana-öbölben fekszik.

## Története
A régészeti leletek tanúsága szerint Žuljana területén már ősidők óta élnek emberek. Az itt élt első ismert nép az illírek voltak, akik magaslatokon épített erődített településeken éltek és kövekből rakott halomsírokba temetkeztek. Illír erődített települések maradványai találhatók Žuljana határában is az Ulijenje, Orlovica és Dublje nevű magaslatokon. Halomsírjaik közül is megtalálható néhány a falu határában. Az illírek i. e. 30-ig uralták a térséget, amikor Octavianus hadai végső győzelmet arattak felettük. A római légionáriusok a félsziget több pontján letelepedtek magukkal hozva kultúrájukat, életmódjukat, szokásaikat. A római villagazdaságokban nagy mennyiségű gabonát, olívaolajat, bort, sózott halat és más élelmiszert állítottak elő, melyekkel élénk kereskedelmet folytattak. Ennek ékes bizonyítéka a kis Lirica-sziget déli partja előtt a tenger mélyén heverő ókori hajóroncs. A Római Birodalom bukása után Dalmácia a gótok, majd a Bizánci Birodalom uralma alá került.
A horvátok ősei a 7. században érkeztek erre a vidékre. A 9. században már létezett a stoni püspökség, melynek egyházi fennhatósága alá ez a terület tartozott. Ekkoriban a Pelješac-félsziget Zahumlje területének részeként a tengerparti Horvát Fejedelemség része volt. A 12. században a Zahumlje térségének zavaros történeti időszakában a félsziget a raškai uralkodók uralma alá került. Már ekkor állt a település névadója a žuljanai Szent Julián templom. 1180-ban a katolikusok esküdt ellensége Nemanja István szerb fejedelem testvére Miroszláv humi herceg lett a település ura. Nehéz időket élt át a katolikus egyház és benne a stoni püspökség. Miroszláv elkergette Donát püspököt is, aki 1211-ben száműzetésben a lokrumi bencés kolostorban halt meg. A püspök távollétében akadálytalanul kezdődhetett meg a pravoszláv hit terjesztése, Miroszláv utóda Péter idejében pedig teret nyert a bogumilizmus is. A katolikusok csak jelentéktelen kisebbséget alkottak.
Több birtokos után a 14. század-ban a Pelješac-félsziget a Raguzai Köztársaság része lett, mely 1333-ban vásárolta meg Kotromanić István bosnyák bántól. Ezután egészen a  18. század végéig a Raguzai Köztársasághoz tartozott. Žuljana kikötője és az előtte elterülő öböl nevét Szent Julián tiszteletére szentelt templomától kapta. A település központja eredetileg a Szent Márton templom körül alakult ki, de a sorozatos kalóztámadások miatt a központ idővel a kikötőtől távolabb került. Később a partvidék újra biztonságosabbá vált, ennek köszönhetően fejlődött a tengerészet és a kereskedelem. A helyiek újra a tengerpart közelébe települtek át és a templom majdnem a településen kívülre került. A žuljanai plébániát 1556-ban alapította Petar Gučetić stoni püspök. Kezdetben nemcsak a mai Žuljana, hanem az egész mai putnikovići plébánia területét is magában foglalta. Területe 1749-ben csökkent, amikor Dubrava, Brijesta, Tomislavovac és Putniković falvakat leválasztották róla.
1806-ban a térség a Raguzai Köztársaságot legyőző franciák uralma alá került, de Napóleon bukása után 1815-ben a berlini kongresszus a Habsburgoknak ítélte. 1857-ben 282, 1910-ben 246 lakosa volt. 1918-ban az új szerb-horvát-szlovén állam, majd később Jugoszlávia része lett. A II. világháború után lakosságának száma a kivándorlás miatt kissé csökkent, de ez a folyamat a turizmusnak köszönhetően mára megfordult. A település 1991-től a független Horvátországhoz tartozik. 2011-ben a településnek 235 lakosa volt. A lakosság régebben főleg halászattal és mezőgazdasággal foglalkozott, ma már főként a turizmusból él.

## Népesség
| Lakosság változása | Lakosság változása | Lakosság változása | Lakosság változása | Lakosság változása | Lakosság változása | Lakosság változása | Lakosság változása | Lakosság változása | Lakosság változása | Lakosság változása | Lakosság változása | Lakosság változása | Lakosság változása | Lakosság változása | Lakosság változása |
| ------------------ | ------------------ | ------------------ | ------------------ | ------------------ | ------------------ | ------------------ | ------------------ | ------------------ | ------------------ | ------------------ | ------------------ | ------------------ | ------------------ | ------------------ | ------------------ |
| 1857               | 1869               | 1880               | 1890               | 1900               | 1910               | 1921               | 1931               | 1948               | 1953               | 1961               | 1971               | 1981               | 1991               | 2001               | 2011               |
| 282                | 258                | 231                | 236                | 271                | 246                | 246                | 273                | 236                | 223                | 192                | 193                | 181                | 206                | 218                | 235                |

## Nevezetességei
- A barokk Szent Márton templomot azután építették, hogy a helyén állt középkori reneszánsz templomot 1686-ban a kalózok lerombolták. A templom első írásos említése a plébánia 1556-os alapításakor történt. A régi templomból csak a reneszánsz szentségtartó maradt meg a szentély falába építve. A templomot Frano Volanti stoni püspök szentelte fel. Ezt követően több felújításon esett át 1850-ben, 1910-ben, 1933-ban, 1961-ben és 1980-ban. Berendezésének legértékesebb darabjai a Lovre Dobričević alkotta Szűz Mária kép, egy barokk feszület, mely Macedonić stoni püspök ajándéka és Zorzi Ventura oltárképe.
- Szent Julián és Szent Rókus tiszteletére szentelt temploma az ősi temetőben áll. Annak a templomnak a romjain épült, melyet a 12. században Miroszláv humi herceg oklevelében említenek és 1396-ban már romokban állt. Még a 14. században újjáépítették, majd 1695-ben bővítették és ekkor nyerte el mai formáját.
- A Podstražica-dombon álló Fájdalmas Szűzanya fogadalmi templom[4] 1851 és 1869 között épült. 1912-ben bővítették. 1996-ban egy földrengésben megrongálódott, de 2004-ben helyreállították.
- A használaton kívüli Szent Miklós kápolnát 1630-ban építették.

## Gazdaság
A lakosság fő bevételi forrása a turizmus mellett a halászat és a mezőgazdaság.

## Galéria
- A Fájdalmas Szűzanya templom
- Kilátás a templomtól
- Žuljana látképe
- A Szent Márton templom
- A Szent Miklós kápolna
- A Szent Rókus templom
- Hangulatos partmenti sétány
- Kikötői részlet
- Látkép a tenger felől